# ابوبکر زین‌العابدین عبدالکلام
ابوبکر زین‌العابدین عبدالکلام که بیشتر با نام دکتر عبدالکلام شناخته می‌شد، دانشمند و مدیر هندی بود که بین سال‌های ۲۰۰۲ تا ۲۰۰۷ در مقام ریاست جمهوری هند خدمت کرد.

## زندگی‌نامه
کلام در رامسوارام در ایالت تامیل نادو در خانواده‌ای مسلمان متولد و بزرگ شده‌است. او دانش‌آموخته فیزیک در کالج سن‌جوزف در تریچیپالی و مهندسی هوافضا در مؤسسه فناوری مدرس در چنای بود.
پیش از دوران ریاست جمهوری، به عنوان مهندس هوافضا با سازمان تحقیقات و توسعه دفاع و سازمان تحقیقات فضای هند همکاری می‌کرد. کلام به خاطر کارهایش در توسعه فناوری توسعه موشک بالستیک و سکوی پرتاب به عنوان مرد موشکی هند شناخته می‌شود. وی در زمینه‌های سازماندهی، فناوری و سیاسی آزمایش هسته‌ای پکران-۲ هند در سال ۱۹۹۸ نقشی اساسی ایفا کرد که اولین آزمایش هسته‌ای هند پس از آزمایش بوسه بودا در ۱۹۷۴ بود. اما برخی کارشناسان علمی کلام را مردی خوانده‌اند که هیچ تسلطی بر فیزیک هسته‌ای ندارد اما کارهای هومی جی. بابا و ویکرام سرابهای را به انجام رسانیده‌است.
در سال ۲۰۰۲ کلام که توسط دو حزب سیاسی بزرگ هند یعنی حزب کنگره هند و حزب مردم هند حمایت می‌شد با شکست دادن لکشمی سگل به عنوان رئیس جمهور هند برگزیده شد.